# Música rock en Cuba
El rock en Cuba es un género musical con una historia compleja, marcada por la resistencia cultural, la censura y la perseverancia de sus seguidores. Desde su llegada en la década de 1950, ha experimentado periodos de auge y represión, adaptándose a las circunstancias políticas y sociales de la isla.
La interacción musical entre Cuba y los Estados Unidos es muy antigua. Ya desde el siglo XVIII, durante el dominio español de Luisiana (1763-1803), las orquestas y bandas habaneras ofrecían conciertos en New Orleans, y en el siglo XIX la contradanza cubana era muy popular en los Estados Unidos. A comienzos del siglo XX comienzan a crearse en Cuba las primeras Jazz Bands al estilo de los grupos norteamericanos. La Jazz Band “Sagua” fue fundada en Sagua la Grande en 1914 por Pedro Stacholy (director y piano). El grupo tocó durante 14 años en el Teatro Principal de Sagua.
La “Jazz Band Cubana” fue fundada en 1922 por Jaime Prats en La Habana, pero existieron grupos más antiguos. En 1924, Moisés Simons (piano) fundó una orquesta que tocó en la terraza del Hotel Plaza en La Habana, la cual consistía en piano, violín, dos saxofones, banjo, contrabajo, drums y timbales. Durante los años treinta, varias bandas tocaron Jazz en La Habana, como las de Armando Romeu, Isidro Pérez, Chico O'Farrill y Germán Lebatard.

## Los años cincuenta
La fuerte influencia de la música norteamericana en la juventud cubana dio lugar al comienzo de los solistas y grupos de Rock and roll en Cuba durante los años cincuenta. Muchos artistas cubanos de esa época cantaron versiones de canciones norteamericanas traducidas al español, tal como también estaba ocurriendo en México.
El lanzamiento del cuarteto Los Llopis representó la entrada en una nueva etapa de la música cubana, la de la generación y amplificación del sonido por medio de recursos electrónicos; ya que en la composición tímbrica de ese grupo se puede apreciar un elemento novedoso de gran importancia, la inclusión de la guitarra eléctrica. El repertorio de Los Llopis consistió en una combinación de piezas norteamericanas y de rock’n roll, como "Hasta la vista cocodrilo" ("See you later alligator") y "Al compás del reloj" ("Rock around the clock") de Bill Haley, con otras piezas cubanas e hispanoamericanas, tales como "Goza mi guaracha", "Maquinolandera" y "La pollera colorá". Los Llopis también triunfaron en España, donde se radicaron durante algunos años e introdujeron la pachanga, un nuevo ritmo cubano con influencia del merengue dominicano.
En 1959 irrumpe en el escenario musical cubano Luisito Bravo, con temas como Oh Carol de Neil Sedaka y Tiernamente, versión en español de Surrender (Torna a Surriento) de Elvis Presley, llegando a vender 500,000 discos de 45 RPM en 1961. A Luisito Bravo le siguieron otros solistas como Rogelio Sanzarini y Jorge Bauer, así como grupos al estilo de la banda de Bill Haley, tales como Los Satélites de Antonio M. Romeu y la banda de Tony Taño.

## Los años sesenta
En 1961 surgen otros cantantes de rock como Dany Puga, llamado el rey del twist, y bandas tales como Los Satélites, Los Diablos Melódicos y Los Enfermos del Rock, así como Los Halcones de Iván Fariñas y Los Huracanes de la ciudad de Marianao. 
El cuarteto vocal Los Zafiros fue otro exitoso grupo de principios de los años sesenta. Fundado en 1961, estaba influenciado por el estilo Doo-Wop de los Platters, The Diamonds y otros grupos norteamericanos, y contó con un repertorio compuesto principalmente de baladas, calipsos y bossanovas, así como canciones con ritmo de rock lento y boleros. Una de las características más importantes del estilo del grupo fue la voz aguda del contratenor Ignacio Elejalde, apoyado por Miguel Cancio, Leoncio Morúa y Eduardo Elio Hernández (El chino), así como por el guitarrista Manuel Galbán. 
También el guitarrista Franco Laganá, músico italiano que participó en el renombrado grupo de Renato Carosone, fue un temprano exponente de la música con influencia norteamericana en Cuba, durante el comienzo de la década de los sesenta.
En esa época, el popular grupo Los Astros, dirigido por el cantante y guitarrista Raúl Gómez, se vio amenazado debido a las presiones ejercidas por el régimen de Fidel Castro sobre los grupos de rock, que fueron considerados entonces como una forma de “diversionismo ideológico”, y combatidos en todas sus manifestaciones. Su estilo, fuertemente influido por los grupos de la Invasión Británica, como los Beatles y los Rolling Stones, fue declarado como “desviado” y por consiguiente reprimido sin contemplaciones. Desde ese momento, el llamado “gobierno revolucionario de Cuba” comenzó a implementar un control absoluto sobre todos los aspectos de la sociedad cubana, incluyendo, a las manifestaciones culturales.

Ya en 1963, en un discurso pronunciado en la escalinata de la Universidad de La Habana, el propio Fidel Castro expresaba claramente su desprecio y descontento por ciertas manifestaciones influidas por las modas extranjeras, como la música llamada “elvispresliana” (de Elvis Presley), los pantalones estrechos de mezclilla o “blue jeans” (llamados “pitusas”), e incluso la homosexualidad; estableciendo de esa manera los parámetros de la posición oficial del régimen al respecto:
Muchos de esos pepillos vagos, hijos de burgueses, andan por ahí con unos pantaloncitos demasiado estrechos (RISAS); algunos de ellos con una guitarrita en actitudes “elvispreslianas”, y que han llevado su libertinaje a extremos de querer ir a algunos sitios de concurrencia pública a organizar sus shows feminoides por la libre. Que no confundan la serenidad de la Revolución y la ecuanimidad de la Revolución con debilidades de la Revolución.  Porque nuestra sociedad no puede darles cabida a esas degeneraciones (APLAUSOS).  La sociedad socialista no puede permitir ese tipo de degeneraciones.

¿Jovencitos aspirantes a eso? ¡No! “Árbol que creció torcido...”, ya el remedio no es tan fácil.  No voy a decir que vayamos a aplicar medidas drásticas contra esos árboles torcidos, pero jovencitos aspirantes, ¡no! Hay unas cuantas teorías, yo no soy científico, no soy un técnico en esa materia (RISAS), pero sí observé siempre una cosa: que el campo no daba ese subproducto. Siempre observé eso, y siempre lo tengo muy presente. Estoy seguro de que independientemente de cualquier teoría y de las investigaciones de la medicina, entiendo que hay mucho de ambiente, mucho de ambiente y de reblandecimiento en ese problema.  Pero todos son parientes: el lumpencito, el vago, el elvispresliano, el “pitusa” (RISAS).
El grupo Los Astros seguía el formato clásico acuñado por los grupos británicos: Raúl Gómez, voz prima y guitarra rítmica (rhythm guitar), su primo Luis Gómez, voz segunda y guitarra líder (lead guitar), Marcelo como voz acompañante y saxofón, y Gerardo López en la batería. Su repertorio estaba compuesto por éxitos norteamericanos de los años sesenta. 
El grupo tuvo que enfrentarse durante su corta existencia a numerosas adversidades y a un ambiente francamente hostil. Eres como el fuego, su primer número en una emisora radial de la capital, fue grabado con grandes dificultades técnicas y por consiguiente su resultado fue de muy poca calidad auditiva. Los Astros también tocaban en el programa radial Buenas Tardes Juventud, de la emisora Radio Marianao. De acuerdo con Jorge Luis González Suárez: “…Estos espectáculos sufrieron también la prohibición estatal por ser considerados una forma de “diversionismo ideológico”.
No obstante la discrepancia política entre Estados Unidos y Cuba desde 1960, tras la retirada de la embajada de ese país de Cuba, y después del país ser "invadido desde el vecino del norte" por cubanos opositores al régimen socialista, el rock nunca se dejó de interpretar, a pesar de ser considerado como netamente subversivo. Tras la desintegración de algunas bandas, sus miembros se integraban en otras, como en el caso de Los Halcones de Fariñas en el Quinteto Negro, Los Príncipes del Rock en Los Buitres, integrado por Rey Montesinos, Dino Fregio, cantante y guitarrista, y Jorge Calvet Vidales (Coqui)luego guitarrista y director de la Orquesta 440. 
También surgieron bandas, ya en 1968, a imitación de Los Beatles, Rollling Stones, etc.  muy afamadas en la juventud  como Los Kent,Los Jets, fueron estas dos  y aun las más famosas  dejaron un gran legado en la generación y el rock en Cuba, aun estas ambas bandas continúan tocando,los Pacíficos del Preuniversitario del Vedado; y luego muchas no profesionales, creándose el llamado "rock de la calle”. De esa manera se crearon Los Violentos de Reynaldo Montesinos. Ese grupo era parte del show psicodélico de Maricusa Cabrera y Arístides Pumariega (caricaturista afamado de la prensa y TV cubana). En 1969 Los Violentos integraron en el grupo a Miguelito y Aime Cabrera, dos bailarines y cantantes de mucha calidad artística, dándole otra visión al público en sus espectáculos del Show de Maricusa Cabrera.
Y aunque sus intérpretes fueron considerados como desviados ideológicos, muchos grupos continuaron cultivando el género. Entre éstos y como pioneros de rock en Cuba podemos incluir a Los Vampiros y luego Los Satélites de Salvador Terry, los cuales contribuyeron a que el rock cubano se mantuviera vivo y demostraron que éste era apreciado por personas de diversas razas. Entre los años 1961 a 1964, ellos lograron que la gente dejara atrás los viejos desacuerdos y malentendidos creados por aquellos que pensaban que el rock era la música de las clases altas y la mayoría blanca. Aquellas bandas estaban compuestas por personas de color y poseían un estilo similar al Limbo Rock en los Estados Unidos. Este fue el origen del “Rock de la calle”, y esa situación continuó hasta 1965.
Hacia 1965, el gobierno revolucionario puso en práctica una estrategia para sustituir los productos culturales extranjeros que prefería la juventud, con otros que encajaran dentro de sus lineamientos oficiales; y producto de esa estrategia, el 6 de agosto de 1966 salió al aire el programa radial Nocturno, cuyo tema inicial fue la canción La chica de la Valija, interpretado por el saxofonista italiano Fausto Papetti. El programa presentaba canciones modernas dando prioridad al repertorio europeo en español de cantantes y grupos como: Los Mustang, Los Bravos, Los Brincos, Juan y Junior, Rita Pavone, Massiel, Nino Bravo, Leonardo Fabio, Salvatore Adamo y Rafael, así como algunos grupos cubanos como Los Zafiros y Los Dan. En 1966, Los Pacíficos, alumnos del Preuniversitario del Vedado intentaron realizar un concierto de rock. Ellos tomaron instrumentos prestados y tocaron sin previo ensayo. El concierto, que duró dos horas, fue grabado. La grabación fue sacada de Cuba en los noventa y fue remasterizada en un álbum. La historia de Los Pacíficos ganó la entrada en el concurso John Lennon Songwriting Contest en New York.
La actitud del gobierno de Fidel Castro hacia la música rock fue negativa durante mucho tiempo, aunque experimentó grandes variaciones en su grado de severidad a lo largo de la existencia del régimen. Desde los años sesenta a los setenta el rock estuvo prohibido aunque artistas como Silvio Rodríguez y Carlos Varela han utilizado eventualmente materiales relacionados con el rock como material oportunista. En años más recientes, con la transición a una economía basada en el turismo, la actitud del régimen hacia el rock se ha suavizado, no sólo en relación con artistas domésticos y latino-americanos sino también de origen anglo.

## Los años setenta
En realidad, el rock inglés comenzó a ser escuchado en La Habana en 1970, en un programa de Radio Marianao llamado Buenas Tardes Juventud. Este programa presentó a grupos como los Rolling Stones, Los Beatles, The Dave Clark Five, The Animals, Grand Funk Railroad, Rare Earth, Led Zeppelin, Jimi Hendrix, Elvis Presley, Neil Sedaka y Paul Anka. A comienzos de los ochenta, esta estación radial se unió a Radio Ciudad de La Habana.
Hacia el final de los setenta Jorge Martínez Álvarez, cantante y guitarrista creó RED, una banda de heavy metal en el Municipio Playa, e interpretaron su propia música mezclada con la de otros grupos, sobre todo temas de Kiss y Blue Öyster Cult. Esta banda logró establecer récords de audiencia con algunas canciones como Murciélagos, Emergencia, que a diferencia de los demás temas estaba cantada por el guitarrista rítmico del grupo, Livio Estrada Viaña, que es el cuñado de Jorge el director y fundador del grupo, Mako y Fuera Burocracia. También en la televisión la banda fue cofundadora del legendario “Patio de María” al final de los años ochenta, hasta 1990, cuando la banda se desintegró. 
En 1979, se llevó a cabo un festival llamado Havana Jam 79 en el Teatro Karl Marx de La Habana, donde se presentaron un grupo de artistas que incluía a Billy Joel , Rita Coolidge, Weather Report y Stephen Stills.

## Los años ochenta
Durante la década de 1980, en pleno auge del rock y el heavy metal en Cuba, Roberto Armada fundó en el municipio Playa, La Habana, la banda Venus, una de las agrupaciones pioneras del género en la isla. En un contexto de restricciones gubernamentales hacia el rock, Venus logró destacarse dentro del movimiento underground gracias a su sonido potente y a su capacidad para conectar con una juventud ansiosa de nuevas expresiones culturales.
Con una propuesta influenciada por el heavy metal clásico de bandas como Black Sabbath, Judas Priest y Iron Maiden, Venus se convirtió en una de las agrupaciones más populares dentro de la escena alternativa cubana. Sus presentaciones en vivo, marcadas por una gran energía y la pasión de sus integrantes, atraían a un creciente número de seguidores, a pesar de las dificultades para conseguir equipos y espacios donde tocar.
Sin embargo, el éxito y la creciente popularidad de la banda también llamaron la atención de las autoridades culturales de la época, que veían al rock como una influencia foránea contraria a los valores oficiales del sistema. En este contexto de censura y represión hacia el movimiento rockero, Venus fue obligada a separarse, sumándose a la lista de bandas que enfrentaron prohibiciones y restricciones durante aquellos años. El punk rock fue introducido en Cuba hacia el final de los años ochenta y generó una forma de culto entre sus seguidores que integraban una minoría dentro de la audiencia juvenil.
La escena del rock en Cuba fue usualmente percibida como limitada y clandestina, debido a la desaprobación oficial del régimen. Pero desde finales de los noventa, grupos como Burbles, Moneda Dura y Los Kent con Jorge Martínez, ganaron una nueva dimensión con su excelente sonido e interpretación, que los colocó en el ámbito de un nuevo público. Estas bandas tocaron música de rock en la televisión cubana, haciendo que se elevara su categoría con conciertos y festivales.
En la radio se hizo una simulada apertura a la música rock con programas de gran aceptación por el público en general y mayormente entre la juventud, con programas que a pesar de ser transmitidos en una emisora provincial y de corto alcance, llegaron al conocimiento del público de provincias. Ejemplo de esto fueron los espacios El Programa de Ramón y Melomanía, del poeta bayamés Ramón Fernández-Larrea y la voz del rock en Cuba, José Luis Bergantiños López respectivamente. Ambos espacios fueron líderes indiscutibles de Radio Ciudad de La Habana a finales de los 80s y principios de los 90s.

## Los años noventa
En los años noventa, el rock and roll en Cuba era todavía un fenómeno semi-clandestino. En La Habana, la estación radial Radio Ciudad de La Habana presentaba varios programas con las tendencias más recientes en ese tipo de música alrededor del mundo. Juan Camacho, un antiguo músico y presentador radial tenía un programa matinal llamado Disco Ciudad. También el programa de Ramón era un exitoso show radial, donde el hombre de la voz del Rock en Cuba, José Luis Bergantiños, presentaba lo más reciente de las bandas locales: Red, Zeus, Metal Oscuro, Venus, Takson, Gens, etc.
Algunas bandas de esa época fueron y son recordadas: Havana, Garage H, Cosa Nostra, Gens, Zeus, Moneda Dura, Los Takson de Virgilio, Mandy y Ricardito el Enano y Athanai. Con este último artista, se presentó por primera vez un fenómeno nuevo, la mezcla de tribus urbanas en un solo recinto para celebrar un gran concierto de rock de un solo artista. El Teatro Nacional, institución del gobierno, cerró por capacidad  y sufrió daños en su estructura por la euforia de los asistentes. Ese concierto fue presentado por José Luis Bergantiños, con gran aceptación de los asistentes al teatro.

## ElsigloXXI
En 2001, el grupo galés Manic Street Preachers fue invitado a tocar en Cuba, y Fidel Castro asistió a su concierto junto con otras autoridades gubernamentales. En el 2004, Castro realizó un discurso en honor al natalicio de John Lennon cuya música, como miembro de los Beatles y como solista había estado prohibida en Cuba. Una estatua de bronce de Lennon fue situada en un céntrico parque de La Habana, y se convirtió en una notoriedad por ser víctima constante del vandalismo de los transeúntes que robaban frecuentemente sus espejuelos de bronce.
A la vez que el gobierno mostraba una actitud más complaciente con los grupos de rock extranjeros, como parte de una campaña internacional cuyo principal propósito era el de lograr una mayor apertura del comercio y las inversiones de Estados Unidos y Europa en Cuba, continuaba implementando una inflexible actitud represiva en contra de cualquier actitud de disidencia interna. Ese es el caso del roquero Gorki Águila y su grupo Porno para Ricardo. En agosto de 2008, Águila fue arrestado bajo cargos de “peligrosidad”, una figura jurídica que permite a las autoridades acusar a una persona que según su criterio pudiera cometer un delito, aun cuando esta no lo haya cometido aún. Más recientemente, Rick Wakeman, Sepultura y Audioslave se presentaron en La Habana, y los Rolling Stones realizaron un histórico concierto en 2016 que se convirtió en el más destacado evento de rock en Cuba desde el inicio de la Revolución en 1959.
Un nuevo fenómeno ocurrió en 2013, cuando varias bandas de metal comenzaron a emigrar a los EE. UU. creando un escenario paralelo con las bandas Agonizer, Escape, Ancestor, Hipnosis, Suffering Tool y Chlover.

## Festivales
En Cuba se han celebrado varios festivales de rock en diferentes provincias, siendo el más reconocido el de Alamar, al este de La Habana y el que ofreció Venus en el anfiteatro de La Habana a la entrada casi del túnel de dicha ciudad caribeña.
- Festival Ciudad-Metal Santa Clara, el más veterano y popular de la isla.
- Festival Caimán Rock de Ciudad de La Habana que se celebra con una periodicidad de dos años.
- Festival Ciudad Junto al Mar de Cienfuegos.
- Festival Rockasol (Cienfuegos)
- Festival Metal HG de la ciudad de Holguín.
- Festival Rock de la Loma de la ciudad de Bayamo.
- Festival Rockevolution en Contramaestre Santiago de Cuba.
- Festival Pinar-Fest Pinar del Río
- Festival Rey Metal Pinar del Río
- Festival Atenas Rock Matanzas
- Festín de Zeus Organizado por la banda Zeus Ciudad de La Habana.
- Festival Rock del Río San Antonio de los Baños, Prov. La Habana
- Festival de black metal organizado por la banda Ancestor en Ciudad de La Habana.
- Core Metal Festa Organizado Inicialmente por Estigma DC en La Habana.